# サドンデスゲーム
「サドンデスゲーム」は、日本のロックバンド、NICO Touches the Wallsのシングル。キューンレコードより2010年8月11日発売。

## 曲目
1. サドンデスゲーム
  - (作詞・作曲：光村龍哉　編曲：NICO Touches the Walls)
2. 泣くのはやめて
  - (作詞・作曲：光村龍哉　編曲：NICO Touches the Walls)
3. サドンデスゲーム (Instrumental) -bonus tracks- 
  - (作詞・作曲：光村龍哉　編曲：NICO Touches the Walls)
4. サドンデスゲーム (Instrumental) (-Mitsumura Guitar) -bonus tracks-
5. サドンデスゲーム (Instrumental) (-Furumura Guitar) -bonus tracks-
6. サドンデスゲーム (Instrumental) (-Sakakura Bass) -bonus tracks-
7. サドンデスゲーム (Instrumental) (-Tsushima Drums) -bonus tracks-